# I cosacchi (racconto)
(Lev Nikolaevič Tolstoj)
I Cosacchi (in russo Казаки?) è un racconto lungo scritto da Lev Tolstoj e pubblicato nel 1863 sulla rivista russa Russkij vestnik ( “Il Messaggero russo”).

## Stesura dell'opera
Dal 1851 al 1854, Tolstoj soggiornò nei territori del Caucaso come allievo ufficiale. Dobbiamo verosimilmente alla forte influenza che il nuovo stile di vita suscitò in lui il concepimento primigenio de I Cosacchi e, conseguentemente, la prima redazione del racconto, risalente al 1852, come l'autore stesso ci indica nel sottotitolo ("Racconto caucasico del 1852"). È certo che in un primo momento la trama e la forma stilistica non soddisfecero i desideri di Tolstoj, che negli appunti del 18 agosto 1857 – uno degli anni in cui si interessò maggiormente a I Cosacchi – scriveva: «Non sono per niente contento del Racconto del Caucaso. Non posso scrivere senza idee. E l'idea che il bene è il bene in ogni sfera, che le passioni sono uguali dappertutto, che lo stato selvaggio è buono, è insufficiente. Sarebbe anche bene se facessi mio quest'ultimo punto. È l'unica via d'uscita.»
La stesura dell'opera fu quindi tormentata e lenta, di certo contrassegnata da frequenti blocchi dello scrittore. Riferiva Tolstoj all'amico Pavel Annekov di aver tentato di scrivere il racconto con quattro stili differenti (utilizzando addirittura i versi, segno che l'opera era inizialmente concepita come un poemetto). Molteplici sono i titoli che Tolstoj intendeva affibbiare alla sua opera (da Diario di un ufficiale del Caucaso a Il fuggiasco). 
Sappiamo che l'autore concluse definitivamente l'ultima stesura nel 1862, precisamente il 23 settembre, in seguito, cioè, al matrimonio con Sonja Bers. L'opera venne pubblicata da Il Messaggero Russo l'anno successivo.

## Trama
Il protagonista Olenin – riflesso letterario di Tolstoj –, lasciatosi alle spalle gli sfarzosi modi di vivere moscoviti, decide di partire per il Caucaso e di soggiornarvi in qualità di allievo ufficiale. A contatto con la popolazione dei cosacchi, insediata in un villaggio poco discosto dal fiume Terek, Olenin si abitua in maniera graduale al nuovo ambiente umile e selvaggio, al punto che lo sconvolgimento delle attività consuetudinarie si ripercuote sulla sua filosofia di vita. Egli sente di essere improvvisamente attratto dalla natura, in cui riconosce l'unico mezzo di sublimazione spirituale, e invidia in una certa misura i temperamenti semplici e genuini del cacciatore Eroška e del giovane Lukaška. Innamoratosi della bella Mar'janka, promessa sposa a Lukaška, Olenin prova in ogni maniera a catturare le sue attenzioni. Armatosi di coraggio, dopo l'omicidio di Lukaška per mano di un abrek, chiede la mano di Mar'janka, la quale rifiuta sdegnosamente il suo amore. Olenin, perdutamente innamorato della ragazza, decide di lasciare il Caucaso e comprende che la sua vita è inscindibilmente legata alla Russia. Eroška sarà l'unico a salutarlo con calore ma mentre se ne sta andando Olenin si gira verso Eroška, il quale sembra già essersi dimenticato di lui.

## Tematica principale
Come in diversi altri saggi ed opere, Tolstoj rimarca il bisogno umano di nobilitare lo spirito, stavolta proponendo la natura quale possibile via soteriologica. Il finale quasi tragico dell'opera mette a nudo, infine, l'impossibilità di realizzare tale proposito. Scrive Gianlorenzo Pacini, docente di letteratura russa all'Università di Siena, nell'Introduzione a “I Cosacchi” (edita da Arnoldo Mondadori Editore): «Come cercatore appassionato di Dio e della verità, insofferente dell'angoscia e della scissione, della contraddizione e del dubbio, Tolstoj accarezzò sempre il sogno panteista di placare nell'abbraccio della gran madre natura le inquietudini della sua coscienza tormentata. L'incontro con il mondo cosacco dovette costituire per lui una chiara quanto tempestiva presa di coscienza del fatto che da quella parte la strada era chiusa, che non si poteva placare il dubbio semplicemente ignorandolo, che non si poteva scavalcare la coscienza per tornare all'immediatezza dell'essere.»

## Edizioni
- Leone Tolstoi - I COSACCHI - Milana Fratelli Treves, Editori - 1895
- Lev Nikolaevic Tolstoj, I cosacchi, Oscar Mondadori,  pp. 232 , cap. 42.
- LEONE TOLSTOI - I COSACCHI - Biblioteca "Reclame" Casa Editrice Bietti - Milano, Viale Monza, 53 - Volume n. 76 - 1932 XI